# 1390 هـ
1390 هـ هي سنة في التقويم الهجري امتدت مقابلةً في التقويم الميلادي بين سنتي 1970 و1971.

## أحداث
- أحداث أيلول الأسود في شهر رجب.

## مواليد
- أبو مصعب عبد الودود
- سعود بن عبد الله بن محمد آل سعود
- محمد العريفي
- محمد الدغيشم
- أحمد الكربابادي
- حسن خليفة
- حسن فرحان المالكي
- جعفر محمد
- عبد العزيز عطيه
- فهد بن عبد الرحمن الشميمري
- نواف سعود الصباح
- يوسف بوغابة

## وفيات
- محمد بن يوسف الشريقي
- آرثر آربري
- جمال عبد الناصر
- كاظم الدجيلي
- محمود وضحة المنيني
- مهدي الإصفهاني الكاظمي
- ورنر كاسكل
- حمزة إبراهيم غوث
- عبد الحسين الأميني
- عبد الرحمن الوكيل
- عبد الواحد العبد الجبار
- محمد العربي التباني
- محمد الفاضل بن عاشور
- 21 ربيع الأول عبد الخالق الطريس، من الحركة الوطنية في المغرب.

### ربيع الأول
- 27 ربيع الأول - محسن الطباطبائي الحكيم، مرجع شيعي عراقي.